# Флатбуш-авеню — Бруклинский колледж (линия Ностранд-авеню, Ай-ар-ти)
|   |       |   |   |
| · | 2 · 5 | 2 | · |

|   |       |   |   |
| · | 2 · 5 | 2 | · |

«Флатбуш-авеню — Бруклинский колледж» (англ. Flatbush Avenue–Brooklyn College) — станция Нью-Йоркского метрополитена, расположенная на линии Ностранд-авеню, Ай-ар-ти. Станция находится на пересечении Флатбуш-авеню и Ностранд-авеню в округе Флатбуш, Бруклин. На станции останавливаются маршруты 2 (круглосуточно) и 5 (в будни днём). Станция является южной конечной для обоих маршрутов. Оба пути заканчиваются тупиками: поезд приходит на любой из путей и отправляется обратно.
Эта станция была открыта 23 августа 1920 года. Это конечная станция, не имеющая островной платформы, так как IRT Nostrand Avenue Line первоначально должна была идти дальше на юг к Вурхиес-авеню и Шипсхед бэй. Но данный проект не был реализован. Станция представлена двумя боковыми платформами и двумя путями между ними. Путевые стены покрыты плиткой с синей декоративной линией и вставками 1920-х годов, которые были восстановлены при реконструкции станции в конце 1990-х. На вставках изображена буква «F»: первая буква названия станции. Также имеются мозаики с полным названием станции «Flatbush Ave». В 1950-х годах обе платформы были продлены с учётом возросшей длины поездов IRT. Балочные колонны станции окрашены в синий цвет, и на них также имеется название станции в виде чёрных табличек.
В 1996 году на станции были установлены бронзовые барельефы под общим названием Flatbush Floogies художника Мюриэля Кастаниса.
На платформах имеется множество дверей в различные служебные помещения, а возле главного выхода есть общественные туалеты.
Обе платформы соединяются в южном конце станции, сразу после тупиков. Поэтому станция имеет форму буквы «U». Здесь же расположен выход на западную сторону Ностранд-авеню севернее Авеню H. Данный выход имеет два полноростовых турникета на выход/вход и один полноростовый турникет только на выход. Но главный выход расположен на восточной платформе и представляет собой несколько турникетов и две лестницы, ведущих в восточные углы перекрёстка Флатбуш-авеню и Ностранд-авеню. Здесь же расположен лифт для инвалидов, ведущий в юго-восточный угол того же перекрёстка. Кроме того, имеется ещё один выход на западной платформе. Он представляет собой несколько турникетов, работающих только в будни, один полноростовый турникет, работающий всегда, и две соединённых между собой лестницы, ведущих в северо-западный угол Флатбуш-авеню и Ностранд-авеню.

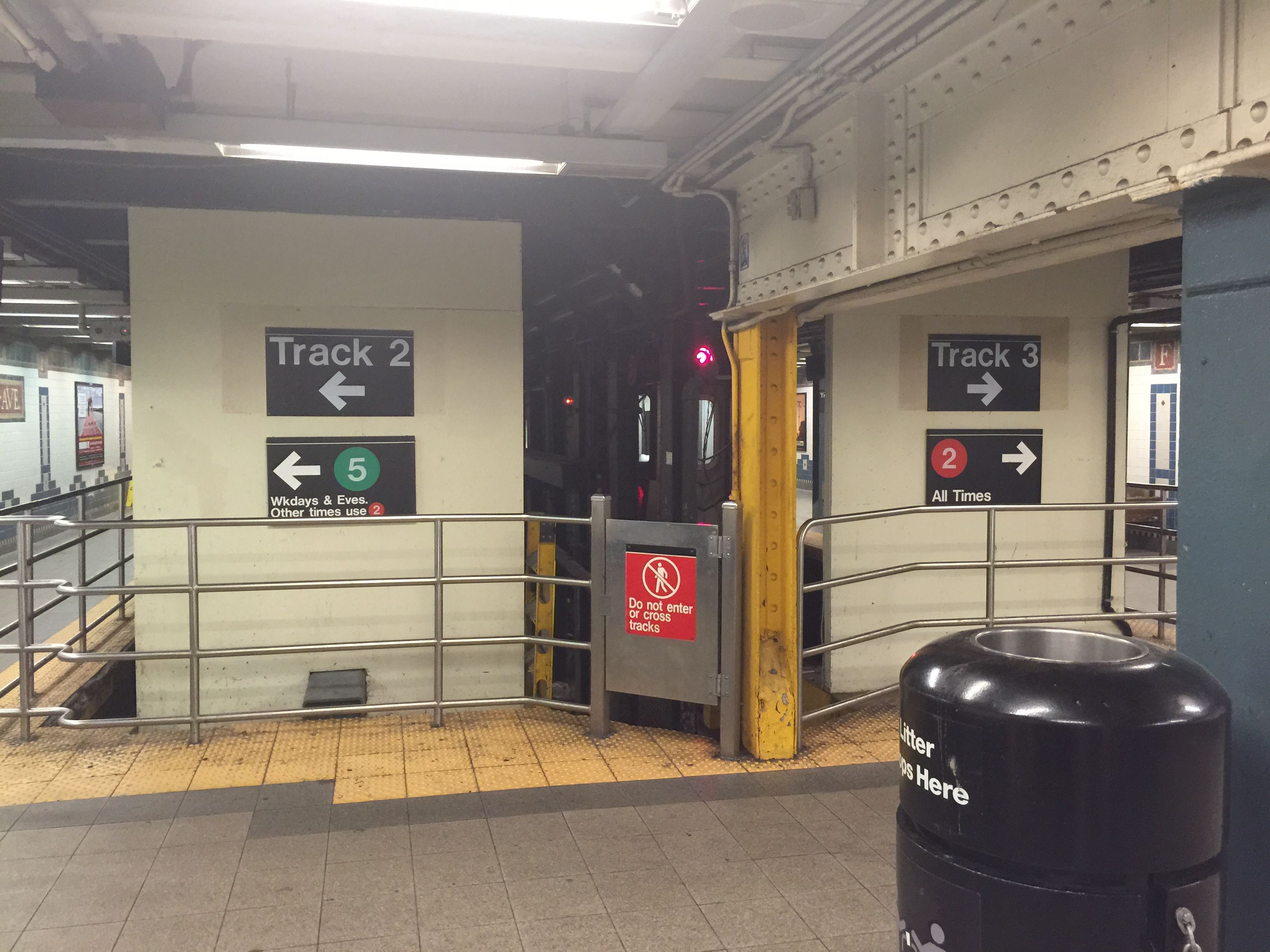
Конец станции с указателями маршрутов

Во время работы маршрута 5 этот маршрут останавливается на западном пути, а 2 — на восточном, тогда как в остальное время 2 останавливается на обоих. У всех трёх выходов есть световое табло, показывающее, с какого пути отходит следующий поезд.
Это ближайшая станция к Бруклинскому колледжу и Высшей школе Мидвуда.